# Пфайффер, Мишель
Мише́ль Мари́ Пфа́йффер (англ. Michelle Marie Pfeiffer; род. 29 апреля 1958[…], Санта-Ана, Калифорния) — американская актриса и продюсер. Обладательница премий «Золотой глобус» и BAFTA, а также номинантка на «Оскар» и «Эмми».

## Ранние годы
Пфайффер родилась в городе Санта-Ана, штат Калифорния. Она была второй из четырёх детей подрядчика по поставке нагревательных приборов и кондиционеров Ричарда Пфайффера и домохозяйки Донны Таверна.
Родители были уроженцами Северной Дакоты. Её дед по отцовской линии был немецкого происхождения, а её бабушка по отцовской линии была английского, валлийского, французского, ирландского и голландского происхождения, в то время как её дед по материнской линии был швейцарско-немецкого происхождения, а её бабушка по материнской линии шведского происхождения. В её семье есть старший брат Рик (род. в 1955) и две младших сестры, Диди и Лори (род. в 1965), которые тоже актрисы.
Вскоре после её рождения семья переехала в Мидуэй-Сити, а затем в Фаунтин-Вэлли, где в 1976 году Пфайффер окончила старшую школу Фонтен-Вэйли. После этого она какое-то время работала кассиршей в супермаркете «Вонз», а затем поступила в Колледж Голден-Вест, где была членом братства Альфа-Дельта-Пи и изучала юриспруденцию, собираясь стать стенографисткой в суде, но в итоге так и не окончила его. В 1978 году Пфайффер победила в конкурсе красоты «Мисс Орэндж» и в тот же год участвовала в конкурсе «Мисс Калифорния», заняв там шестое место. Она хорошо себя показала на сцене во время этих конкурсов, поэтому наняла себе агента и начала ходить на прослушивания.

## Карьера
В начале 1980-х Пфайффер снялась в нескольких незначительных фильмах, прежде чем произошёл её прорыв после съёмок в ленте 1983 года «Лицо со шрамом». В дальнейшем она достигла большего успеха с ведущими ролями в фильмах «Леди-ястреб», «Иствикские ведьмы» и «Замужем за мафией», причём за последний она выдвигалась на «Золотой глобус».

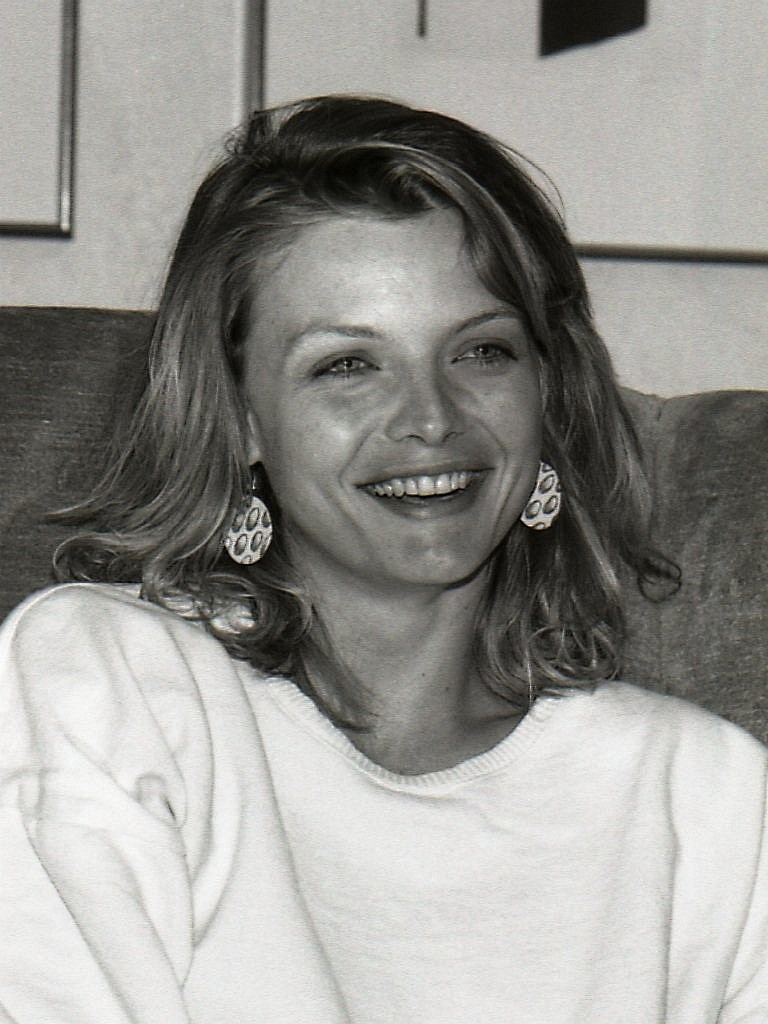
Пфайффер в 1985 году

Период с конца 80-х до начала 90-х годов оказался наиболее удачным для Мишель: в этот период вышло множество фильмов с её участием, в которых кинокритики высоко оценивали её актёрскую игру. Она номинировалась на «Оскар» и удостоилась премии BAFTA за лучшую женскую роль второго плана в фильме 1988 года «Опасные связи». В следующем году она выиграла «Золотой глобус» и вновь получила номинации на «Оскар» и BAFTA уже как лучшая актриса в драме «Знаменитые братья Бейкеры» (1989). За следующие фильмы «Русский дом» (1990) и «Фрэнки и Джонни» (1991) Пфайффер ещё дважды выдвигалась на «Золотой глобус». Новые номинации на «Оскар» и «Золотой глобус» Пфайффер получила за роль в фильме «Поле любви» (1992). В 1993 году актриса появилась в костюмированной мелодраме «Эпоха невинности», принёсшей ей ещё одну номинацию на «Золотой глобус».
Помимо критически успешных кинолент, в девяностых Пфайффер снималась и в крупных голливудских фильмах, наибольшего коммерческого успеха из которых добились «Бэтмен возвращается», «Волк», «Опасные умы» и «Что скрывает ложь».
В начале двухтысячных актриса появилась в драме «Белый олеандр», где её роль вновь получила широкое признание критиков. Пфайффер удостоилась нескольких наград за фильм, а также номинировалась на премию Гильдии киноактёров США. После этого Пфайффер сделала перерыв в карьере, вернувшись на экраны лишь в 2007 году, снявшись в комедийном мюзикле «Лак для волос», за который также была номинирована на премию Гильдии киноактёров США, но уже как часть актёрского состава.

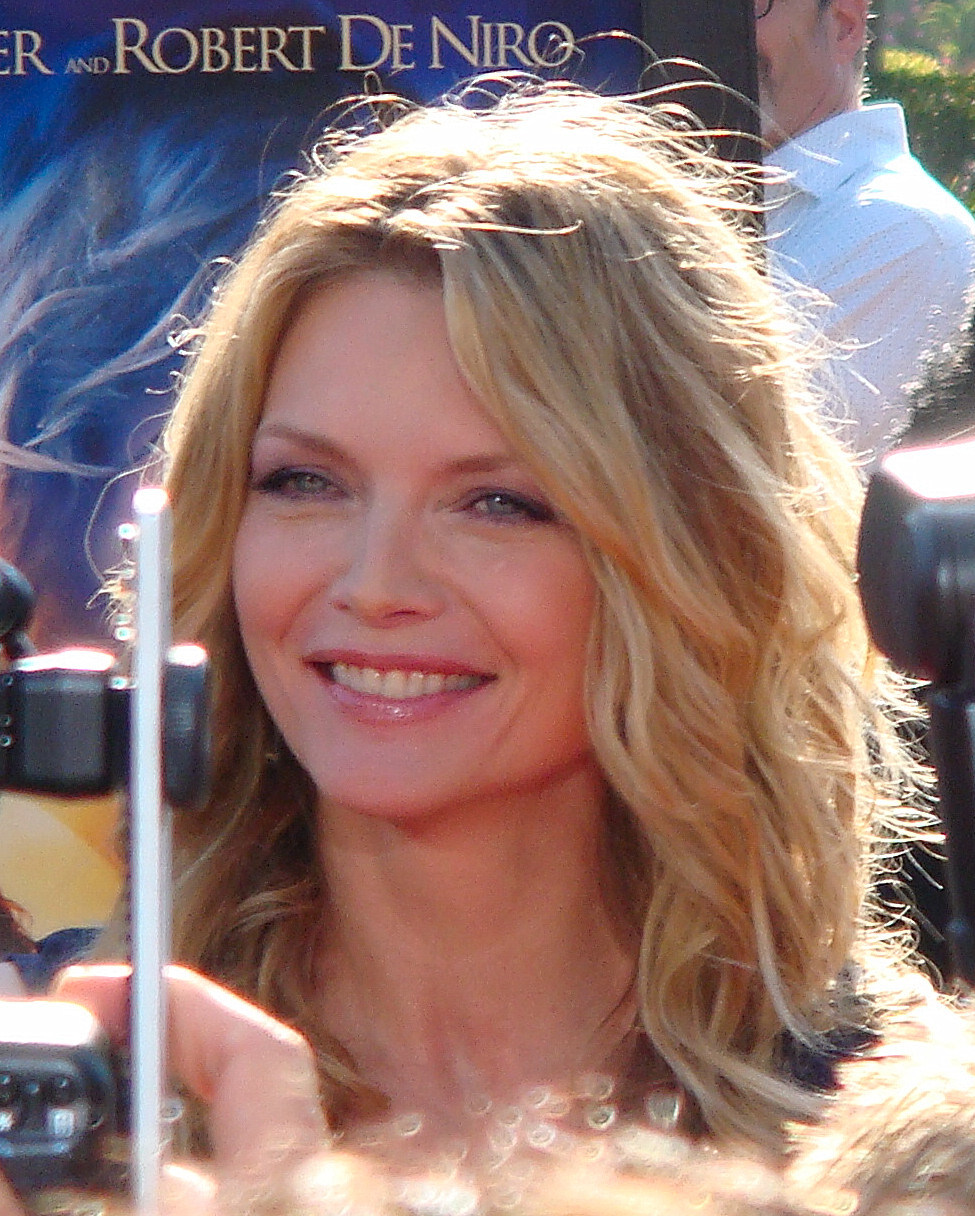
Пфайффер на премьере фильма «Звездная пыль», Лос-Анджелес, 2007 год

После недолгого творческого отпуска Пфайффер продолжила сниматься в кино, в основном, выбирая фильмы для массового зрителя. В период начиная с 2011 и заканчивая 2013 годом, она появилась в таких крупных кассовых фильмах как «Старый Новый год», «Мрачные тени», «Люди как мы» и «Малавита». Но после серии удачных работ Пфайффер решила взять ещё один творческий отпуск, который, как она сама потом скажет, был связан с поступлением её детей в колледж. Также она уточнила, что медленное развитие её карьеры как актрисы в XXI веке связано именно с воспитанием её двоих детей. Но сейчас, когда они оба выросли, она собирается «много работать», потому что считает, что роль всей её жизни «всё ещё впереди».
Период начиная с 2017 года и по настоящее время в СМИ был ознаменован возрождением карьеры «великой актрисы» или «Пфайфференессансом». В это время она снимается во множестве успешных картин и примеряет на себя ряд разноплановых образов. Её можно увидеть в фильмах «Где Кира?», «Мама!» и «Убийство в „Восточном экспрессе“». Но наивысшие отзывы от критиков в том году она получила за телевизионный фильм «Лжец, Великий и Ужасный», в котором исполнила главную роль наравне с Робертом де Ниро. В нём она взяла на себя роль жены героя де Ниро, Рут Мейдофф. За него она впервые за 23 года получает номинацию на «Золотой глобус». Также она была в первый раз выдвинута на соискание высшей американской телевизионной премии, «Эмми».
С 2018 года Пфайффер начинает активно сотрудничать с кинокомпанией Дисней. В 2018 году она дебютировала в киновселенной Марвел с ролью Джанет ван Дайн или Осы в фильме «Человек-муравей и Оса». Позже, в 2019 году, она вернулась к этому образу в продолжении картины, «Мстители: Финал». В том же 2019 она исполнила роль королевы Ингрид главной антагонистки в фильме Малефисента: Владычица тьмы, продолжении одноимённой картины 2014 года.
В 2020 году Пфайффер исполнила главную роль в тёмной сатирической комедии «Уйти не прощаясь», основанной на одноимённом рассказе Роберта де Витта, действия которого происходят в начале прошлого века. Она исполнила роль Фрэнсис Прайс, нью-йоркской вдовы, растратившей все деньги своего богатого покойного мужа, которая едет в Париж вместе со своим сыном и котом, которого она считает реинкарнацией своего возлюбленного, чтобы покончить жизнь самоубийством. Её выступление получило восторженные отзывы от кинокритиков, которые называют её работу здесь одной из лучших в карьере. Так Пит Дубридж из Variety написал, что «Пфайффер исполнила роль, за которую её запомнят»". За свою актёрскую работу она получила очередную номинацию на «Золотой глобус».
17 апреля 2022 года на телеканале Showtime состоялась премьера драматического сериала «Первая леди», в котором Пфайффер исполнила главную роль, наравне с Виолой Дэвис и Джиллиан Андерсон. Сериал рассказывает историю жизни трёх первых леди США. Пфайффер досталась роль Бетти Форд. Хотя сериал был разгромлен критиками, игра Пфайффер единогласно была признана его сильнейшей стороной. Так Кэролайн Фрамке из Variety в своей рецензии написала, что «самый успешный аспект „Первой леди“, который поднимает вопрос, почему этот первый сезон вообще не принадлежал ей, — это Бетти Форд в исполнении Пфайффер». А Энджи Хан из The Hollywood Reporter отметила, что «Пфайффер ведет себя с грацией танцовщицы, когда легко ориентируется между ослепительным обаянием Бетти, ее подпитываемой веществами неясностью и ее случайными приступами паники и ярости».

## Личная жизнь
В 1981 году Пфайффер вышла замуж за актёра Питера Хортона, которого встретила на актёрских курсах Милтона Кацеласа. Они развелись в 1988 году. С 1989 по 1992 год Пфайффер встречалась с актёром Фишером Стивенсом. Она также имела романтические отношения с актёром Джоном Малковичем, коллегой по фильму «Опасные связи».
В январе 1993 года Пфайффер встретила сценариста Дэвида Э. Келли. Они поженились 13 ноября 1993 года. Ещё до знакомства с Келли Пфайффер начала процесс усыновления, и в марте 1993 года она удочерила новорождённую девочку, Клаудию Роуз. В августе 1994 года Пфайффер родила сына, Джона Генри.

## Фильмография
| Год       |    | Русское название                        | Оригинальное название                          | Роль                        |
| --------- | -- | --------------------------------------- | ---------------------------------------------- | --------------------------- |
| 1979      | с  |                                         | Delta House                                    | The Bombshell               |
| 1979      | тф |                                         | The Solitary Man                               | Триша                       |
| 1979      | с  | Калифорнийский дорожный патруль         | CHiPs                                          | Джобина                     |
| 1980      | ф  | Голливудские рыцари                     | The Hollywood Knights                          | Сьюзи Кью                   |
| 1980      | с  |                                         | Enos                                           | Джой                        |
| 1980      | с  |                                         | B.A.D. Cats                                    | Саманта «Саншайн» Йенсен    |
| 1980      | ф  | Пропадая от любви                       | Falling in Love Again                          | Сью Уэллингтон              |
| 1978—1981 | с  | Остров фантазий                         | Fantasy Island                                 | Афина / Дебора              |
| 1981      | ф  | Чарли Чен и проклятье Королевы Драконов | Charlie Chan and the Curse of the Dragon Queen | Корделия Фаренингтон        |
| 1981      | тф | Келли и Сын                             | Callie & Son                                   | Сью Линн Бордо              |
| 1981      | тф | Блеск в траве                           | Splendor in the Grass                          | Джинни Стэмпер              |
| 1981      | тф | Нежеланные дети                         | The Children Nobody Wanted                     | Дженнифер Уильямс           |
| 1982      | ф  | Бриолин 2                               | Grease 2                                       | Стефани                     |
| 1983      | ф  | Лицо со шрамом                          | Scarface                                       | Эльвира Хэнкок              |
| 1985      | ф  | В ночи                                  | Into the Night                                 | Диана                       |
| 1985      | ф  | Леди-ястреб                             | Ladyhawke                                      | Изабелла Анжуйская          |
| 1985      | с  |                                         | ABC Afterschool Specials                       | Энни                        |
| 1986      | ф  | Сладкая свобода                         | Sweet Liberty                                  | Фейт Хили                   |
| 1987      | ф  | Иствикские ведьмы                       | The Witches of Eastwick                        | Сьюки Риджмонт              |
| 1987      | ф  | Амазонки на Луне                        | Amazon Women on the Moon                       | Брэнда, женщина в роддоме   |
| 1987      | с  |                                         | Great Performances                             | Натиса Джексон              |
| 1988      | ф  | Замужем за мафией                       | Married to the Mob                             | Анджела де Марко            |
| 1988      | ф  | Пьяный рассвет                          | Tequila Sunrise                                | Джо Энн Валленери           |
| 1988      | ф  | Опасные связи                           | Dangerous Liaisons                             | Мадам де Турвель            |
| 1989      | ф  | Знаменитые братья Бэйкеры               | The Fabulous Baker Boys                        | Сьюзи «Брильянт»            |
| 1990      | ф  | Русский дом                             | The Russia House                               | Катя Орлова                 |
| 1991      | ф  | Фрэнки и Джонни                         | Frankie and Johnny                             | Фрэнки                      |
| 1992      | ф  | Бэтмен возвращается                     | Batman Returns                                 | Селина Кайл / Женщина-кошка |
| 1992      | ф  | Поле любви                              | Love Field                                     | Лурин Хэллетт               |
| 1993      | ф  | Эпоха невинности                        | The Age of Innocence                           | графиня Эллен Оленска       |
| 1993      | мс | Симпсоны                                | The Simpsons                                   | Минди Симмонс               |
| 1994      | ф  | Волк                                    | Wolf                                           | Лора Олден                  |
| 1995      | с  | Застава фехтовальщиков                  | Picket Fences                                  | клиентка                    |
| 1995      | ф  | Опасные умы                             | Dangerous Minds                                | Луэнна Джонсон              |
| 1996      | ф  | Близко к сердцу                         | Up Close & Personal                            | Салли «Талли» Атуотер       |
| 1996      | ф  | Джиллиан на день рождения               | To Gillian on Her 37th Birthday                | Джиллиан Льюис              |
| 1996      | ф  | Один прекрасный день                    | One Fine Day                                   | Мелани Паркер               |
| 1997      | ф  | Тысяча акров                            | A Thousand Acres                               | Роуз Кук Льюис              |
| 1998      | мф | Принц Египта                            | The Prince of Egypt                            | Сепфора                     |
| 1999      | ф  | На самом дне океана                     | The Deep End of the Ocean                      | Бет Каппадора               |
| 1999      | ф  | Сон в летнюю ночь                       | A Midsummer Night's Dream                      | Титания                     |
| 1999      | ф  | История о нас                           | The Story of Us                                | Кэти Джордан                |
| 2000      | ф  | Что скрывает ложь                       | What Lies Beneath                              | Клэр Спенсер                |
| 2001      | ф  | Я — Сэм                                 | I Am Sam                                       | Рита Харрисон Уильямс       |
| 2002      | ф  | Белый олеандр                           | White Oleander                                 | Ингрид Магнуссен            |
| 2003      | мф | Синдбад: Легенда семи морей             | Sinbad: Legend of the Seven Seas               | Эрида                       |
| 2007      | ф  | Я никогда не буду твоей                 | I Could Never Be Your Woman                    | Роузи                       |
| 2007      | ф  | Лак для волос                           | Hairspray                                      | Велма фон Тассл             |
| 2007      | ф  | Звёздная пыль                           | Stardust                                       | ведьма Ламия                |
| 2009      | ф  | Шери                                    | Chéri                                          | Леа де Лонваль              |
| 2009      | ф  | Личное                                  | Personal Effects                               | Линда                       |
| 2011      | ф  | Старый Новый год                        | New Year's Eve                                 | Ингрид                      |
| 2012      | ф  | Мрачные тени                            | Dark Shadows                                   | Элизабет Коллинз Стоддарт   |
| 2012      | ф  | Люди как мы                             | People Like Us                                 | Лиллиан                     |
| 2013      | ф  | Малавита                                | The Family                                     | Мэгги Блейк / Ливия Манцони |
| 2017      | ф  | Где Кира?                               | Where Is Kyra?                                 | Кира Джонсон                |
| 2017      | ф  | Мама!                                   | Mother!                                        | женщина                     |
| 2017      | ф  | Убийство в «Восточном экспрессе»        | Murder on the Orient Express                   | миссис Хаббард              |
| 2017      | тф | Лжец, Великий и Ужасный                 | The Wizard of Lies                             | Рут Мейдофф                 |
| 2018      | ф  | Человек-муравей и Оса                   | Ant-Man and the Wasp                           | Джанет Ван Дайн             |
| 2019      | ф  | Мстители: Финал                         | Avengers: Endgame                              | Джанет Ван Дайн             |
| 2019      | ф  | Малефисента: Владычица тьмы             | Maleficent: Mistress of Evil                   | королева Ингрит             |
| 2020      | ф  | Уйти не прощаясь                        | French Exit                                    | Фрэнсис Прайс               |
| 2022      | с  | Первая леди                             | The First Lady                                 | Бетти Форд                  |
| 2023      | ф  | Человек-муравей и Оса: Квантомания      | Ant-Man and the Wasp: Quantumania              | Джанет Ван Дайн             |
| 2025      | ф  | Oh. What. Fun.                          | Oh. What. Fun.                                 | Клэр Кластер                |
| 2026      | с  | У Марго проблемы с деньгами             | Margo’s Got Money Troubles                     | Шайэнн                      |
|           | с  | Мадисон                                 | The Madison                                    | Стейси Клайберн             |

## Награды и номинации
Награды
- 1989 — Премия «Национального совета кинокритиков США» — лучшая актриса, за фильм «Знаменитые братья Бейкеры»
- 1990 — Премия «Золотой глобус» — лучшая женская роль в драме, за фильм «Знаменитые братья Бэйкеры»
- 1990 — Премия BAFTA — лучшая женская роль второго плана, за фильм «Опасные связи»
- 1990 — Премия «Национального общества кинокритиков США» — лучшая женская роль, за фильм «Знаменитые братья Бэйкеры»
- 1993 — Премия «Серебряный медведь» — лучшая женская роль, за фильм «Поле любви»

Номинации
- 1986 — Премия «Сатурн» — лучшая киноактриса второго плана, за фильм «Леди-ястреб»
- 1989 — Премия «Золотой глобус» — лучшая женская роль в комедии или мюзикле, за фильм «Замужем за мафией»
- 1989 — Премия «Оскар» — лучшая женская роль второго плана, за фильм «Опасные связи»
- 1989 — Премия «Национального общества кинокритиков США» — лучшая женская роль второго плана, за фильм «Опасные связи»
- 1990 — Премия «Оскар» — лучшая женская роль, за фильм «Знаменитые братья Бэйкеры»
- 1991 — Премия BAFTA — лучшая женская роль, за фильм «Знаменитые братья Бэйкеры»
- 1991 — Премия «Золотой глобус» — лучшая женская роль в драме, за фильм «Русский дом»
- 1992 — Премия «Золотой глобус» — лучшая женская роль в комедии или мюзикле, за фильм «Фрэнки и Джонни»
- 1993 — Премия «Оскар» — лучшая женская роль, за фильм «Поле любви»
- 1993 — Премия «Золотой глобус» — лучшая женская роль в драме, за фильм «Поле любви»
- 1994 — Премия «Золотой глобус» — лучшая женская роль в драме, за фильм «Эпоха невинности»
- 1995 — Премия «Сатурн» — лучшая киноактриса, за фильм «Волк»
- 2001 — Премия «Сатурн» — лучшая киноактриса, за фильм «Что скрывает ложь»
- 2003 — Премия Гильдии киноактёров США — лучшая женская роль второго плана, за фильм «Белый олеандр»
- 2008 — Премия «Сатурн» — лучшая киноактриса второго плана, за фильм «Звёздная пыль»
- 2008 — Премия Гильдии киноактёров США — лучший актёрский состав в игровом кино, за фильм «Лак для волос»
- 2017 — Премия «Золотой глобус» — лучшая актриса второго плана в мини-сериале или фильме, за телефильм «Лжец, Великий и Ужасный»
- 2018 — Премия «Золотой глобус» — лучшая женская роль второго плана в мини-сериале, телесериале или телефильме, за телефильм «Лжец, Великий и Ужасный»
- 2018 — Премия «Выбор телевизионных критиков» — лучшая женская роль второго плана в телефильме или мини-сериале, за телефильм «Лжец, Великий и Ужасный»
- 2018 — Премия «Готэм» — лучшая актриса, за фильм «Где Кира?»
- 2018 — Премия «Спутник» — лучшая актриса второго плана в телесериале, мини-сериале или телефильме, за телефильм «Лжец, Великий и Ужасный»
- 2021 — Премия «Золотой глобус» — лучшая женская роль в комедии или мюзикле, за фильм «Уйти не прощаясь»
- 2021 — Премия «Спутник» — лучшая актриса в комедии или мюзикле, за фильм «Уйти не прощаясь»
- 2023 — Премия «Выбор телевизионных критиков» — лучшая женская роль в телефильме или мини-сериале, за мини-сериал «Первая леди»